# Unión Democrática Croata de Bosnia y Herzegovina
La Unión Democrática Croata de Bosnia y Herzegovina (en croata: Hrvatska demokratska zajednica Bosne i Hercegovine, HDZ-BiH; bosnio cirílico: Хрватска демократска заједница Босне и Херцеговине) es un partido político croata en Bosnia y Herzegovina. Es a su vez miembro observador del Partido Popular Europeo.
Fue fundado el 18 de agosto de 1990, en el primer congreso del partido en Sarajevo, y ha participado en todas las elecciones democráticas multipartidistas celebradas en Bosnia y Herzegovina desde 1991.